# 齊藤昌
齊藤昌（1929年11月25日—2010年7月15日）是日本的女性聲優，東京都出身。最終所屬Mausu Promotion。本名是澀澤昌子（しぶさわ しょうこ）。

## 演出作品

### 电视动画
- 愛的教育克歐雷物語（愛德麗安娜・波蒂尼）
- 明日之丈2（林屋的老闆娘（林玉子））

- 亞普菲蘭特（卡洛琳娜女王）
- 武器種族傳說（凱特）
- 風中少女 金髮珍妮（瑪麗安）
- 鬼神童子ZENKI（役小鬼）
- 逆轉Ippatsuman（園長）
- 紅-KURENAI-（錢湯的服務台人員）
- 諺語住宅（老奶奶）
- 南瓜葡萄酒（北條夫人）
- 小公子西迪（萊絲莉・梅隆）
- 新劣根性青蛙（小弘的母親）
- 搞怪拍檔（米蓮）
- 手塚治虫的舊約聖經物語（諾亞夫人）
- 火影忍者（山椒奶奶）
- 星星公主（玉依秕（希娜）的奶奶）
- 南海奇皇（安藤春代、辣妹）
- 尼爾斯的不可思議之旅（松鼠的母親）
- 緞帶魔法姬（大地的奶奶）
- 風人物語（老奶奶）
- 不可思議星球的雙胞胎公主（管家奶奶）
- 樂活家族（山野米（第2代））
- 咕嚕咕嚕魔法陣（老奶奶）
- 魔法天使甜蜜薄荷（魔女奶奶）
- 未來少年柯南（梅莎）
- 森林妖精諾姆（麗莎）
- 血色花園（理事長）

### OVA
- 動畫古典文學館（旁白）
- 搞怪拍檔 給可愛天使愛（米蓮）

### 劇場版動畫
- 渥太利亞（桂妮薇爾）
- WXIII PATLABOR THE MOVIE 3（岬喜江子）
- 新劣根性青蛙 劣根性・夢枕（小弘的母親）
- 魔女宅急便（朵拉奶奶）
- 老人Z（高澤春・Z的電腦）

### 遊戲
- 玉繭物語（吉芭拉）

### 電影
- 三月的狮子（奶奶）

### 外語配音
- 鴻孕當頭（綠蒂阿姨（珍寧·杜維茲基））
- 孤雛淚（貝德溫夫人（法蘭西絲·庫卡）
- 亂世佳人（皮蒂佩特阿姨（蘿拉·霍普·克魯斯）（華納版））
- 巧克力冒險工廠（喬治娜外婆（麗茲·史密斯））
- 簡愛（費爾法克斯夫人（瓊安·普羅萊特）
- 星際大戰四部曲：曙光乍現（貝兒·拉斯（錄影帶・DVD版））
- BJ單身日記（瓊斯夫人（潔瑪·瓊斯）
- 讓愛傳出去（葛瑞絲（安姬·狄克生））
- 海神號（雪拉・馬修斯（雪拉·艾倫）
- 蠻荒歷險記（寇黛麗亞・茉莉・麥哥爾德・索恩貝瑞（琳·雷德格雷夫））

### 其他
- Weiß kreuz Dramatic Collection III Kaleidoscope Memory（老人C）
- FALCOM SPECIAL BOX '97 [DISC1] CD連續劇 英雄傳説III VS Brandish+VT (薇特)
- 坡的一族坡的一族 連續劇CD第3巻 2008年2月發售（老漢娜）